# Bassussarry
Bassussarry település Franciaországban, Pyrénées-Atlantiques megyében. Lakosainak száma 3317 fő (2022. január 1.). Bassussarry Ustaritz, Anglet, Arcangues, Bayonne és Villefranque községekkel határos.

## Népesség
A település népességének változása:
| Lakosok száma | 2405 | 2559 | 2831 | 3212 | 3126 | 3179 | 3231 | 3261 | 3301 | 3317 |
|               | 2010 | 2013 | 2015 | 2016 | 2017 | 2018 | 2019 | 2020 | 2021 | 2022 |